# 1916 en droit
Cet article présente les faits marquants de l'année 1916 en droit.

## Événements
- États-Unis : un décret du président Woodrow Wilson fait du Star-spangled banner l'hymne national.

### Février
- 3 février : le service militaire obligatoire est adopté par le Royaume-Uni.

### Juillet
- 8 juillet (25/06), Empire russe : oukase décrétant la mobilisation pour le travail obligatoire de 400 000 habitants du Turkestan et des steppes.

### Août
- 3 août : loi martiale contre les grévistes au Mexique.

### Septembre
- 29 septembre : Blaise Diagne, député du Sénégal, obtient par la loi du 29 septembre, que les habitants des « quatre communes » soient soumis aux obligations du service militaire au même titre que les autres Français.

### Décembre
- 16 décembre (Indonésie) : création du Volksraad (« Conseil du peuple ») sous la pression du mouvement national. Il favorisera une vie politique plus intense et un groupe de conseiller y exprimera des revendications nationales.